# ATP Challenger Itajaí
Das ATP Challenger Itajaí (offizieller Name: Taroii Open de Tênis) war ein von 2006 bis 2014 jährlich stattfindendes Tennisturnier in Brasilien. Von 2006 bis 2008 fand das Turnier in Florianópolis statt, ehe es im Jahr 2009 nach Blumenau umzog. 2013 fand das Turnier zum ersten Mal in der Großstadt Itajaí statt, die wie die vorherigen Städte ebenfalls im Bundesstaat Santa Catarina liegt. Es war Teil der ATP Challenger Tour und wurde im Freien auf Sandplatz ausgetragen. Máximo González, Franco Ferreiro und André Sá gewannen zwei Titel im Doppel und sind damit die einzigen mehrfachen Turniersieger.

## Liste der Sieger

### Einzel
| Austragungsort | Jahr | Sieger                 | Finalgegner            | Ergebnis             |
| -------------- | ---- | ---------------------- | ---------------------- | -------------------- |
| Itajaí         | 2014 | Facundo Argüello       | Diego Schwartzman      | 4:6, 6:0, 6:4        |
| Itajaí         | 2013 | Rogério Dutra da Silva | Jozef Kovalík          | 4:6, 6:3, 6:1        |
| Blumenau       | 2012 | Antonio Veić           | Paul Capdeville        | 3:6, 6:4, 5:2 aufgg. |
| Blumenau       | 2011 | José Acasuso           | Marcelo Demoliner      | 6:2, 6:2             |
| Blumenau       | 2010 | Marcos Daniel          | Bastian Knittel        | 7:5, 6:75, 6:4       |
| Blumenau       | 2009 | Marcelo Demoliner      | Rogério Dutra da Silva | 6:1, 6:0             |
| Florianópolis  | 2008 | Thomaz Bellucci        | Franco Ferreiro        | 4:6, 6:4, 6:2        |
| Florianópolis  | 2007 | Paul Capdeville        | Juan Pablo Guzmán      | 7:60, 6:0            |
| Florianópolis  | 2006 | Ricardo Mello          | Diego Junqueira        | 6:3, 5:7, 7:64       |

### Doppel
| Austragungsort | Jahr | Sieger                                | Finalgegner                        | Ergebnis          |
| -------------- | ---- | ------------------------------------- | ---------------------------------- | ----------------- |
| Itajaí         | 2014 | Máximo González (2) Eduardo Schwank   | André Sá João Souza                | 6:2, 6:3          |
| Itajaí         | 2013 | James Duckworth Pierre-Hugues Herbert | Guilherme Clezar Fabrício Neis     | 7:5, 6:2          |
| Blumenau       | 2012 | Marin Draganja Dino Marcan            | Blaž Kavčič Antonio Veić           | 6:2, 6:0          |
| Blumenau       | 2011 | Franco Ferreiro (2) André Sá (2)      | Adrián Menéndez Leonardo Tavares   | 6:2, 3:6, [10:4]  |
| Blumenau       | 2010 | Franco Ferreiro (1) André Sá (1)      | André Ghem Simone Vagnozzi         | 6:4, 6:3          |
| Blumenau       | 2009 | Marcelo Demoliner Rodrigo Guidolin    | Rogério Dutra da Silva Júlio Silva | 7:5, 4:6, [13:11] |
| Florianópolis  | 2008 | Adrián García Leonardo Mayer          | Thomaz Bellucci Bruno Soares       | 6:2, 6:0          |
| Florianópolis  | 2007 | Pablo Cuevas Horacio Zeballos         | André Miele João Souza             | 6:4, 6:4          |
| Florianópolis  | 2006 | Máximo González (1) Sergio Roitman    | Thiago Alves Júlio Silva           | 6:2, 3:6, [10:5]  |